# Hory (singolo)
Hory (in ucraino Гори?) è un singolo del gruppo musicale ucraino Kalush, pubblicato il 9 dicembre 2019 come terzo estratto dal primo album in studio Hotin.
Il brano, che vede la partecipazione della rapper ucraina Al'ona Al'ona, è stato premiato con lo YUNA alla miglior hit hip hop.

## Video musicale
Il video musicale, diretto da Anton Šynkarenko e girato nei Carpazi, è stato reso disponibile in concomitanza con l'uscita del brano.

## Tracce
Testi di Oleh Psjuk, Al'ona Savranenko e Mykola Vynar, musiche di Vadym Alchutov e Volodymyr Larvenjuk.
Download digitale, streaming – 1ª versione
1. Hory (feat. Al'ona Al'ona) – 3:04

Download digitale, streaming – 2ª versione
1. Góry (con Gedz, Al'ona Al'ona e Skip) – 3:35

## Classifiche
| Classifica (2022) | Posizione massima |
| ----------------- | ----------------- |
| Ucraina           | 125               |